# Firouz Gaïni
Firouz Gaïni (1972) è un antropologo faroese.

## Biografia
Ha una madre faroese e un padre iraniano, ed è cresciuto in Norvegia e nelle Isole Faroe. Firouz Gaïni è il fratello della poetessa e attrice Sigri Mitra Gaïni, il nipote del politico Sigurður Joensen e della giornalista e femminista Sigrið av Skarði, nonché pronipote del preside di liceo ed educatore pubblico Símun av Skarði.
Gaïni è un candidatus magisterii in antropologia sociale presso l'Università di Oslo dal 1996 e detiene un master in antropologia presso l'Università di Copenhagen dal 1999; ha conseguito un dottorato in antropologia sociale presso la Fróðskaparsetur Føroya nel 2007. Ha svolto ricerche sul campo nel sud della Francia e nelle Isole Fær Øer, e in particolare ha studiato i bambini e la cultura giovanile, l'identità culturale, le attività ricreative, l'istruzione e la mascolinità. Gaïni è stato ricercatore presso Frøskaparsetur Føroya dal 2001 al 2007, insegnante di studi sociali presso Føroya Studentaskúli e HF-skeið dal 2007 al 2008 e insegnante part-time presso Føroya Læraraskúli dal 2006 al 2011. Nel 2011 è diventato professore associato di antropologia e studi sociali presso Fróðskaparsetur Føroya. Dal 2012 al 2015 ha un post dottorato presso il Centro norvegese per la ricerca sull'infanzia presso l'Università norvegese di scienza e tecnologia.
Gaïni è stato presidente della Società Scientifica Faroese dal 2010 al 2012 e presidente della filiale di Amnesty International nelle Isole Fær Øer dal 2007 al 2009.

## Opere
- (EN) Gaïni, Firouz, Lessons of Islands. Place and Identity in the Faroe Islands, Faroe University Press, 2013, ISBN 978-99918-65-51-5.
- (EN) Gaïni, Firouz (red.), Among the Islanders of the North. An Anthropology of the Faroe Islands, Faroe University Press, 2011, ISBN 978-99918-65-34-8.
- (FO) Gaïni, Firouz, Miðlar, mentan og seinmodernitetur. Ein antropologisk lýsing av føroyskum ungdómi, Faroe University Press, 2008, ISBN 978-99918-65-19-5.